# Мефистофель (самородок)
Мефисто́фель — название золотого самородка массой 20,25 грамма, проба 901,2.
Самородок хранится в Алмазном фонде России, уникален в художественном плане и является самым приметным экспонатом из-за поразительного сходства очертания самородка с профилем Мефистофеля.
По результатам проведённой экспертизы было установлено, что самородок не был искусственно обработан.
Данный самородок является самым маленьким по массе из всех находящихся в хранилище Алмазного фонда.

## История
Самородок был найден на Чукотке в 1944 году.